# Към един незнаен бог
„Към един незнаен бог“ (на английски: To a God Unknown) е роман от Джон Стайнбек, публикуван през 1933 г.

## Сюжет
Внимание:  Текстът по-долу разкрива сюжета на произведението (или части от него)!
В него се разказва за самотника Джоузеф Уейн, който се заселва в далечна долина и развива собствена система от вярвания за живота и смъртта. За да сложи край на необичайно дълго продължила суша, Уейн сам се принася в жертва върху един камък, превръщайки се в „земя и дъжд“. Стайнбек не желае да обяснява историята, която е съчинил, и предварително знае, че тя няма да намери читатели.